# Fabian Gatermann
Fabian Gatermann (* 1984 in München) ist ein deutscher Künstler, der in München, Köln und New York lebt und arbeitet. Gatermanns Arbeiten sind formal der konkreten Kunst zuzuordnen und beschäftigen sich aber vorrangig mit Phänomenen wie beispielsweise Licht. Sie bedienen sich oft einer rhythmischen Form aus Wellen und Daten und beinhalten eine kritische Auseinandersetzung mit dem Ausgangsmaterial und seinem ursprünglichen Kontext.

## Werke
Gatermann begann nach dem zeitweisen Studium der Medienkunst an der Universität für Angewandte Kunst in Wien 2008, seinem B.A in Kommunikation der Universität Wien 2007 und nach dem Erhalt des M.Sc Design und Ingenieurwissenschaften 2011 in Köln an der KISD seine künstlerischen Arbeiten unter der Kunstfigur Pieter Brenner zu veröffentlichen. Der sugarchair, einen Stuhl aus Zucker, brachte Pieter Brenner über Nacht zu Berühmtheit in Nachrichtenmagazinen wie der Business Week oder der Financial Times und vielzähligen Blogs. Pieter Brenner bekam dem 2012 den Core 77 Design Award für den sugarchair und wurde als Finalist des Bloom Award nominiert. Gatermann ließ Pieter Brenner von mehreren Schauspielern spielen und gab sich als Assistent aus. Mit diesem Projekt wurde er auf der Kölner Biennale für Kunst eingeladen.
Von Beginn an entwickelt Gatermann seine vielschichtigen Arbeiten konsequent als Kommunikationsreferenz, oftmals geht er in seinen Arbeiten von Phänomenen wie Licht aus und entwickelt daraus Material und Form. Dabei arbeitet er mit Daten, wie bei der Lichtinstallation am U-Bahnhof Schweizer Platz in Frankfurt zur Luminale 2018, wo er Kurse aus Migration, der Schere von Arm und Reich und von Ölkurse zu hinterleuchteten Objekten formte. Bei seinen Cyanotypie Serie „LUX“ benutzt er Daten aus Lichtmessungen des Wissenschaftlers Prof. Fabrizio Carbone, welche Photonen gleichzeitig als Welle und Teilchen beschreiben. Diese bearbeitet er und belichtet damit chemisch beschichtetes Papier mit der Sonne und überlappt so Form, Prozess und Inhalt.
Gatermann setzte bisher mehrere Kunst am Bau für private und öffentliche Einrichtungen wie das kbo Klinikum für Psychiatrie und Psychosomatik in Fürstenfeldbruck, das Horizont e.V. Haus II am Domagkpark, das Atriumhaus in München und die Artionale der Evangelischen Kirche 2019 um. Er ist Mitgründer der ArtSchnitzel, eine Kunstschnitzeljagd, bei der kostenlos Kunst im öffentlichen Raum verteilt wird.

## Ausstellungen (Auswahl)
- 2024: 24! –Fragen an die Konkrete Kunst (Gruppenausstellung),[17] Gemeinschaftsausstellung des Museums für Konkrete Kunst und des Museums im Kulturspeicher
- 2019: Lichtkreuzung,[18] Lichtinstallation in der Nazarethkirche (München) zur Artionale der evangelischen Kirche München
- 2019: Samurai Ausstellung in Kooperation mit der Kunsthalle München und Ludwig Beck
- 2019: Licht als Phänomen,[19] Einzelausstellung in der Stiftung für Konkrete Kunst Roland Phleps, Freiburg
- 2018–2019, Ausstellung der Nominierten für den 5-internationalen André Evard Preis,[20] Kunsthalle Messmer
- 2018: The Authorized Room, Lichtinstallation Kunstlabor MUCA München
- 2018: Form, Farbe, Raum Gatermann, Rohlfing, Siber, Galerie P13, Heidelberg
- 2018: Die Schönheit der Formel II, Kommunale Galerie Adlershof Berlin
- 2018: City Light Charts,[21][22] Luminale 2018, Lichtinstallation, U-Bahnhof Schweizer Platz, Frankfurt´
- 2016: Hightech Lowtech, (mit Arno Beck zur Luminale), Galerie Rundgänger, Frankfurt
- 2015: In Progress,[23] Forum für Konkrete Kunst, Erfurt
- 2012: New Talent,[24] Cologne Biennale 2012, Köln
- 2011: Cologne Art Fair & Bloom Award 2011, Köln (mit Pieter Brenner und dem sugarchair)

## Arbeiten in Sammlungen und öffentliche Einrichtungen
- Artothek München, Ankauf Light Edge, München 2020
- Kunstlabor, Lichtinstallation The authorized room, Museum of Urban and Contemporary Art, München 2018
- kbo-Isar-Amper-Klinikum, Spuren feste Kunstinstallation im Rahmen eines Kunst am Bau Projekts, Fürstenfeldbruck 2017
- Atriumhaus, 18 Portraits, feste Kunstinstallation mit Lackmuspapier und den Körperflüssigkeiten der Patienten und Mitarbeiter, München 2016
- Horizont e.V. Haus II, Lichtinstallationen im Rahmen eines Kunst am Bau Projekts, Domagkpark
- Forum für Konkrete Kunst, Dauerleihgabe Light Display, Erfurt 2015
- Collection Thierry Barbier-Mueller, Wooden Chair,  Genf 2015[29]
- Materfad Permanent Material Collection, Sugarchair Materialprobe, Barcelona 2015
- Sammlung Kaster AG, Wimmelbild Marianne (2015) & Wimmelbild Iconic Power (2013), Wolnzach Ankauf 2014 & 2018
- Sammlung Marli Hoppe-Ritter, Wimmelbild Frauen, Waldenbuch 2014
- Cube Room, Installation, Hostel die Wohngemeinschaft, Köln 2012[30]